# Bernd Hölzenbein
Bernd Hölzenbein (ur. 9 marca 1946 w Dehrn, Runkel, zm. 15 kwietnia 2024) – niemiecki piłkarz, skrzydłowy, pomocnik. Mistrz świata z roku 1974.
Karierę piłkarską zaczynał w TuS Dehrn, w 1967 debiutował w seniorskiej drużynie Eintrachtu Frankfurt i jej barw bronił przez niemal 15 lat. Do 1981 rozegrał w Bundeslidze 420 spotkań (160 goli). Największym klubowym sukcesem Hölzenbeina był Puchar UEFA zdobyty w 1980. Karierę kontynuował w klubach amerykańskich oraz niższych lig niemieckich.
W reprezentacji Niemiec debiutował 10 października 1973 w meczu z Austrią. Do 1978 rozegrał w kadrze 40 spotkań i strzelił 5 bramek. Oprócz tytułu mistrza świata wywalczył srebrny medal Mistrzostw Europy (ME 76) oraz brał udział w MŚ 78.
W latach 1988–1996 pracował jako działacz w Eintrachcie.